# Godofredo I de Anjou
Godofredo I de Anjou "o Manto-cinzento" (entre 938 e 940 - 21 de julho de 987)   foi conde de Anjou entre 960 e 987.

## Biografia
Godofredo I era o filho mais velho de Fulque II de Anjou, Conde de Anjou e do 1.º casamento deste com Gerberga do Maine. Sucedeu ao seu pai como conde de Anjou em 960.  Foi casado com Adelaide de Vermandois (934 - 982), filha de Roberto I de Vermandois e de Adelaide Werra da Borgonha. 
Estas origens familiares familiares, tanto pelo lado da mãe, dado que ela era parente do rei Roberto I de França como pelo lado do pai, um descendente direto de Carlos Magno. Levou a que ficasse colocado junto dos mais altos escalões da nobreza francesa ocidental.
Estando ligado as suas origens carolíngias, dá suporte os reis Lotário I de França e a Luís V de França (ca. 967 — 21 de Maio de 987) foi Rei de França entre 986 e a sua morte, pertencente também este à dinastia carolíngia, reconhecendo a família de Anjou Robertians. Ele continuou a política de seus antecessores, que era defender a sua fronteira ocidental, controlando desde o município de Nantes seguindo até Poitou.

## Relações familiares
Foi filho de Fulque II de Anjou "O Bom" (900 — 11 de Novembro de 958), Conde de Anjou e do 1.º casamento deste com Gerberga do Maine (915 —?), filha de Herveu da Bretanha e de Godilde do Maine 
Foi casado por duas vezes, a 1.ª em 965 com Adelaide de Vermandois (c. 934 - 982), filha de Roberto I de Vermandois (c. 910 - 19 de junho de 966) e de Adelaide Werra da Borgonha, de quem teve:
1. Ermengarda de Anjou (c. 960 - 992), casou Conon I da Bretanha (944 - 27 de junho de 992), duque da Bretanha. Depois da morte deste voltou a casar, Guilherme II de Angoulême.
2. Fulco III de Anjou [4][5] (965/970- Metz, 21 de junho de 1040), ele sucedeu seu pai como conde de Anjou. Casou por duas vezes, uma com Hildegarda de Metz (c. 970 - 1046), filha de Guilherme IV da Aquitânia (935 - 3 de abril de 966)[6]  e de Ema de Blois (c. 940 -?) e a outra com Isabel de Vendome (c. 970 -?),
3. Godofredo de Anjou (971 - 977), morreu jovem.
4. Matilde de Chalon (c. 975 -?) casada por 2 vezes, uma com Odo-Henrique, Duque da Borgonha (946 - Castelo de Pouilly-sur-Saône, Pouilly-sur-Saône, 15 de outubro de 1002) foi Duque da Baíxa-Borgonha, eleito pelos condes do ducado da Borgonha, conde de Autun, de Avallon e de Beaune[7][8][9] e a outra com Godofredo I de Semur [10] (950 — 1015).

Casou-se, pela 2.ª vez com, Adelaise de Châlons, de quem teve:
1. Maurício de Anjou, Conde de Châlons.